# Georg Sigismund Caspari
Georg Sigismund Caspari, född 17 september 1693 i Sorau, död 7 april 1741 i Königsberg, var en tysk orgelbyggare.

## Biografi
Caspari var son till Georg Adam Caspari II och tillhörde den fjärde generationens orgelbyggare. År 1721 började han arbeta med Johann Josua Mosengel och kom sedan att gifta sig med hans dotter 1729. Nära han började arbeta med Mosengel deltog han i att bygga orgeln i Königsbergs kyrka, med en orgeln på tre manualer och 62 stämmor. Efter Mosengels död 1731, övertog han att vara orgelbyggare för det preussiska hovet i Königsberg.

## Byggda orglar
- 1726 Reformierte Burgkirche i Königsberg (2 manualer och 27 stämmor)
- 1732 Slottskyrkan i Königsberg (2 manualer och 29 stämmor)
- 1737 Neurossgärter Kirche i Königsberg (två manualer och 32 stämmor)